# Anton Bräunlich
Anton Bräunlich (* 23. Februar 1823 in Endschütz bei Weida; † 30. März 1878 in Weimar) war ein deutscher Lehrer.

## Leben
Bräunlich besuchte die Schule in Endschütz und drei Jahre lang das Gymnasium in Gera. Obwohl er gern ein Studium der Theologie absolviert hätte, frequentierte er ab 1840 das Lehrerseminar in Weimar. 1843 wurde er provisorischer Lehrer in Weimar und 1846 ordentlicher Lehrer an der Bürgerschule in Weimar. Während dieser Zeit verfasste er zahlreiche Abhandlungen. Nach seinem Tod wurde eine Stiftung ins Leben gerufen, welche sich um die Errichtung eines Grabsteins für ihn bemühte.

## Schriften
- Das vatererländische Lesebuch. Weimar, 10. Aufl.,
- Das Wissenwertheste aus der Naturkunde, Geographie und Geschichte. Weimar, 8. Aufl.
- Das Lesebuch in der Volksschule. Ein Wegweiser für Lehrer. Weimar,
- Das volksthümliche Rechenbuch für Elementarschulen. Weimar, 9. Aufl., (Gemeinsam mit W. Gottschalg, Hoforganist)
- Das volksthümliche Rechnen. Eine Anweisung zum praktischen Rechnen für Lehrer an Volks- und Fortbildungsschulen. Langensalza, 3. Aufl.,
- Das vaterländische Liederbuch. Weimar, (3 Abt.)
- Mädchenlieder. Weimar,
- Neues vaterländisches Liederbuch für Volksschulen und höhrere Lehranstalten. Weimar,
- Schulchorlbuch. Eine Sammlung der vorzüglichsten evaangelischen Choralmelodien. Weimar,
- Protestantische Charakterbilder. Weimar,
- Der Unterricht im Brieffschreiben für höhere und niedere Volksschulen. Weimar,
- Der Pestalozziverein im Großherzogthum Sachsen-Weimar-Eisenach in seiner Entwicklung seit 25 Jahren, von seiner Gründung bis zur Gegenwart. Weimar, 1878

## Literaratur
- Kirchen und Schulblatt. 1878, S. 146 (Digitalisat).

| Personendaten    | Personendaten    |
| ---------------- | ---------------- |
| NAME             | Bräunlich, Anton |
| KURZBESCHREIBUNG | deutscher Lehrer |
| GEBURTSDATUM     | 23. Februar 1823 |
| GEBURTSORT       | Endschütz        |
| STERBEDATUM      | 30. März 1878    |
| STERBEORT        | Weimar           |